# 이석구 (배우)
이석구(李錫九, 1950년 11월 6일 ~ )는 한국의 남자 배우다.

## 출연

### 영화
- 2016년 《고산자, 대동여지도》 ... 상선내관 역
- 2013년 《전설의 주먹》 ... 복싱대회심판장 (과거) 역
- 2012년 《후궁: 제왕의 첩》 ... 고원익 역
- 2011년 《패는여자》 ... 형사계장 역 (특별출연)
- 2011년 《체포왕》 ... 최 사장 역
- 2010년 《아테나: 더 무비》 ... 윤성철 역
- 2009년 《거북이 달린다》 ... 표 사장 역
- 2008년 《강철중: 공공의 적 1-1》 ... 교장 역
- 2008년 《라듸오 데이즈》 ... 구두점 주인 역
- 2006년 《가을로》 ... 사장 운전사 역
- 2006년 《한반도》 ... 야당원로 역
- 2004년 《클레멘타인》 ... 조사계장 역
- 2004년 《아홉살 인생》 ... 안경점 주인 역
- 2003년 《실미도》 ... 김 회장 역
- 2003년 《대한민국 헌법 제1조》 ... 자유의원 1 역
- 2003년 《쇼쇼쇼》 ... 동룡 부 역
- 2003년 《오! 해피데이》 ... 현장소장 역
- 2002년 《광복절 특사》 ... 야당 의원 역
- 2002년 《취화선》 ... 가마터 주인 역
- 2002년 《공공의 적》 ... 박 반장 역
- 2001년 《이유 없는 반항》 ... 오 형사 역
- 2001년 《잎새》 ... 형사반장 역
- 2001년 《세이 예스》 ... 마 형사 역
- 2001년 《광시곡》 ... 작전과장 역
- 2000년 《아티스트》 ... 형사과장 역
- 2000년 《깡패 수업 3》 ... 정부 역
- 2000년 《그림일기》 ... 박 비서 역
- 2000년 《춘향뎐》 ... 공방 역
- 1999년 《깡패 수업 2》 ... 고릴라 역
- 1999년 《세기말》 ... 포장마차 주인 역
- 1999년 《신장개업》 ... 정육점 역
- 1998년 《크리스마스에 눈이 내리면》 ... 파출소장 역
- 1998년 《실락원》
- 1998년 《망치를 든 짱구와 땡칠이》
- 1998년 《기막힌 사내들》 ... 한가닥 9 역
- 1998년 《찜》 ... 관리인 역
- 1998년 《투캅스 3》 ... 반장 역
- 1998년 《생과부 위자료 청구 소송》 ... 기원 사내 역
- 1998년 《천년환생》
- 1997년 《마지막 방위》 ... 장돌 부 역
- 1997년 《창》
- 1997년 《큐》 ... 뚱보 역
- 1996년 《미지왕》
- 1996년 《1996 뽕》 ... 구신 역
- 1996년 《투캅스 2》 ... 형사 2반장 역
- 1996년 《나에게 오라》 ... 황씨 역
- 1996년 《카루나》 ... 형사 역
- 1996년 《축제》
- 1996년 《콜렉터》 ... 신사 역
- 1996년 《맥주가 애인보다 좋은 일곱가지 이유》 ... 일본 헌병 역
- 1996년 《보스》
- 1996년 《아빠는 보디가드》
- 1996년 《알바트로스》 ... 조 중사 역
- 1995년 《테러리스트》 ... 현장 소장 역
- 1995년 《금홍아 금홍아》 ... 잡지사 부장 역
- 1995년 《무궁화 꽃이 피었습니다》 ... 안기부장 역
- 1994년 《마누라 죽이기》 ... 편집기사 역
- 1994년 《그리움엔 이유가 없다》 ... 정원조 역
- 1994년 《하몽화몽 서울》 ... 손님 역
- 1994년 《키스도 못하는 남자》 ... 직원 1 역
- 1994년 《장미빛 인생》 ... 가출소년아버지 역
- 1994년 《매춘 4》
- 1994년 《태백산맥》
- 1994년 《두목》 ... 영태 역
- 1994년 《해적》 ... 형사 역
- 1994년 《증발》 ... 보안부요원 역
- 1994년 《비는 사랑을 타고》 ... 운전기사 역
- 1993년 《서편제》 ... 창극단원 역
- 1993년 《투캅스》 ... 반장 역
- 1993년 《무정의 제3부두》 ... 상팔 역
- 1993년 《매춘 3》 ... 항구 사내들 역
- 1993년 《살어리랏다》 ... 금부도사 역
- 1993년 《배꼽위의 여자》 ... 사내 2 역
- 1993년 《영구와 공룡 쮸쮸》
- 1993년 《오사카의 푸른 밤》
- 1993년 《내 마음에는 악어가 산다》
- 1992년 《시비시비》 ... 병삼 역
- 1992년 《시라소니》 ... 임춘호 역
- 1992년 《아들과 연인》
- 1992년 《늪속에 불안개는 잠들지 않는다》
- 1992년 《장군의 아들 3》
- 1992년 《황제 오작두》
- 1992년 《머저리와 도둑놈》
- 1992년 《섬강에서 하늘까지》 ... 승객 역
- 1992년 《겨울연가》
- 1992년 《돈황제》 ... 최덕배 역
- 1992년 《타악기의 계절》 ... 증인 1 역
- 1991년 《맨발에서 벤츠까지》 ... 현장소장 역
- 1991년 《외길가게 하소서》
- 1991년 《개벽》 ... 판옥 역
- 1991년 《칙칙이의 내일은 참피온》
- 1991년 《돈아 돈아 돈아》 ... 채권자 역
- 1991년 《장군의 아들 2》
- 1991년 《메리 제인》
- 1991년 《탄드라 부인》 ... 건달 역
- 1991년 《오늘같이 좋은 날》 ... 형사 역
- 1991년 《비 개인 오후를 좋아하세요?》 ... 사내 1 역
- 1991년 《병팔이의 일기》 ... 트럭 운전수 역
- 1991년 《겨울 꿈은 날지 않는다》
- 1990년 《미녀사냥》
- 1990년 《그들도 우리처럼》 ... 박 과장 역
- 1990년 《용의 유혼》 ... 진 장군 역
- 1990년 《있잖아요 비밀이에요》 ... 단속반 역
- 1990년 《소쩍궁 탐정》
- 1990년 《마지막 남자의 모습》 ... 중역 2 역
- 1990년 《땡삐》 ... 일헌병 2 역
- 1990년 《이조 여인숙명사 청상계》 ... 춘삼 역
- 1990년 《장군의 아들》
- 1990년 《팁 2》 ... 형사 3 역
- 1990년 《누가 붉은 장미를 꺾었나》
- 1990년 《꼴찌부터 일등까지 우리반을 찾습니다》
- 1990년 《너는 나의 황홀한 지옥》 ... 사내 1 역
- 1990년 《오세암》 ... 행운스님 역
- 1990년 《미친 사랑의 노래》 ... 사내 1 역
- 1990년 《서울 통화중》 ... 보디가드 1 역
- 1990년 《단지 그대가 여자라는 이유만으로》
- 1990년 《새벽을 깨우리로다》
- 1990년 《물의 나라》 ... 고 사장 역
- 1989년 《영구와 땡칠이 소림사 가다》
- 1989년 《앗싸! 호랑나비》
- 1989년 《육담구담》 ... 포졸 2 역
- 1989년 《매매꾼》 ... 해결사 역
- 1989년 《밥풀떼기 형사와 쌍라이트》
- 1989년 《아제 아제 바라아제》
- 1989년 《양귀비의 후예들》
- 1989년 《오색의 전방》 ... 군관 역
- 1989년 《벌거벗은 분노》
- 1989년 《불의 나라》 ... 깡패 역
- 1989년 《그 후로도 오랫동안》
- 1989년 《며느리 밥풀꽃에 대한 보고서》
- 1989년 《회춘녀》
- 1989년 《서울 무지개》 ... 보디가드 역
- 1989년 《화춘》
- 1988년 《지리산의 성난 토끼들》
- 1988년 《목밀녀》
- 1988년 《후궁별곡》
- 1988년 《깜동》 ... 이효례 역
- 1988년 《팁》
- 1988년 《칠수와 만수》
- 1988년 《회장님, 우리 회장님》
- 1988년 《끝없는 욕망》
- 1988년 《사랑의 낙서》 ... 레코드 가게 사내 역
- 1988년 《공초도사와 슈퍼 홍길동 2》
- 1988년 《연산일기》
- 1987년 《성 리수일뎐》
- 1987년 《못다 부른 노래님》
- 1987년 《가슴으로 타는 밤》
- 1987년 《변강쇠 (속)》
- 1987년 《서울은 여자를 좋아해》
- 1987년 《거리의 악사》
- 1987년 《영웅 들어오다》 ... 사촌 동생 역
- 1987년 《요화 어을우동》
- 1987년 《한쪽날개의 천사》
- 1987년 《덫》
- 1987년 《두 여자의 집》 ... 가든파티 손님 역
- 1987년 《아다다》 ... 장쇠 역
- 1987년 《동녀》
- 1987년 《달래내 보슬이》
- 1986년 《유혹시대》
- 1986년 《이장호의 외인구단》
- 1986년 《씨받이》
- 1986년 《투명인간》
- 1986년 《뛰는 자 나는 자》
- 1986년 《서울황제》 ... 검은 양복 1 역
- 1986년 《티켓》
- 1986년 《길소뜸》
- 1986년 《차라리 불덩이가 되리》 ... 사내 2 역
- 1985년 《인간시장 2 - 불타는 욕망》
- 1985년 《대학별곡》
- 1985년 《애마부인 3》
- 1985년 《여자는 한번 승부한다》
- 1985년 《고추밭의 양배추》
- 1985년 《졸업여행》
- 1985년 《밤의 열기 속으로》
- 1985년 《미스 김》
- 1985년 《부나비는 황혼이 슬프다》
- 1985년 《인간 시장 2》
- 1985년 《깊은숲속 옹달샘》
- 1985년 《밤마다 천국》
- 1985년 《불의 회상》
- 1984년 《무인》
- 1984년 《초대받은 성웅들》
- 1984년 《남과 북》
- 1984년 《스타페리 불청객》
- 1984년 《사슴 샤낭》
- 1984년 《흐르는 강물을 어찌 막으랴》
- 1983년 《땡볕》 ... 어부 역
- 1983년 《사랑만들기》
- 1983년 《바보 선언》
- 1983년 《불의 딸》
- 1983년 《인생극장》
- 1983년 《참새와 허수아비》 ... 부하 B 역
- 1983년 《김마리라는 부인》
- 1983년 《인간시장 - 작은 악마 스물두살의 자서전》
- 1983년 《다른 시간 다른 장소》
- 1983년 《바람타는 남자》
- 1983년 《소화성 장의사》
- 1983년 《안개 마을》
- 1982년 《애권(신)》
- 1982년 《소림사 용팔이》
- 1982년 《야생마》
- 1982년 《오염된 자식들》
- 1982년 《탄야》
- 1982년 《복수는 내게 맡겨라》
- 1981년 《겨울여자 2》
- 1981년 《아가씨 참으세요》
- 1981년 《삼원녀》
- 1980년 《복부인》
- 1980년 《일소일권》
- 1980년 《바다로 간 목마》
- 1980년 《조용히 살고 싶다》
- 1979년 《병태와 영자》
- 1979년 《중원의 백일홍》
- 1979년 《석양의 10번가》
- 1978년 《대동강 출신》
- 1978년 《죽음의 다섯 손가락》
- 1978년 《비련의 홍살문》
- 1978년 《산골 나그네》
- 1978년 《팔대장문》
- 1978년 《오륙도 비밀기》
- 1977년 《평양의 비밀지령》
- 1977년 《용왕 삼태자》
- 1976년 《쾌걸 일지매》
- 1976년 《판문점 도끼 살인》
- 1976년 《밀명객》
- 1976년 《사나이 악수》
- 1976년 《원산공작》
- 1976년 《걷지말고 뛰어라》
- 1976년 《제7교실》
- 1975년 《빨간 구두》
- 1975년 《잔류첩자》
- 1975년 《특별수사본부 외팔이 김종원》
- 1975년 《조약돌》
- 1974년 《대형》
- 1974년 《잊을수는 없겠지》
- 1974년 《빵간에 산다》
- 1974년 《연화》
- 1974년 《여자정신대》
- 1973년 《장안 명기 오백화》

### 방송
- 2021년 KBS 《태종 이방원》 - 어의 역
- 2017년 tvN 《부암동 복수자들》
- 2016년 MBC 《몬스터》
- 2015년 MBC 《내 딸, 금사월》
- 2015년 OCN 《실종느와르 M》 - 주원형의 아버지 역
- 2014년 MBN 《기막힌 이야기 실제상황》... 각종 단역
- 2014년 JTBC 《더 이상은 못 참아》
- 2013년 MBC 《투윅스》 - 의원 역
- 2013년 tvN 《나인: 아홉 번의 시간여행》 - 재판장 역
- 2013년 MBC 《백년의 유산》 - 최 공장장 역
- 2012년 MBC 《골든타임》 - 최준배 역
- 2012년 SBS 《신사의 품격》 - 임태산과 임메아리의 아버지 역
- 2012년 KBS2 《적도의 남자》 - 진노식한테 협박 당하는 남자 역
- 2012년 SBS 《부탁해요 캡틴》 - 앞이 안보이는 부인에게 기내식을 먹여주는 남편 승객 역
- 2011년 KBS 《공주의 남자》 - 유응부 역
- 2011년 tvN 《로맨스가 필요해》 - 배성현의 할아버지 역
- 2009년 KBS 《아이리스》 - 윤성철 역
- 2009년 KBS 《꽃보다 남자》 - 교장 역
- 2008년 평화방송 《땀의 순교자 탁덕 최양업》 - 절골교우촌 관장 역
- 2008년 KBS 《태양의 여자》
- 2007년 SBS 《쩐의 전쟁》
- 2005년 MBC 《신돈》 - 원 혜종 역
- 2005년 MBC 《제5공화국》 - 최준문 역
- 2002년 SBS 《야인시대》 - 원용덕 역

## 바로 가기
- 이석구 - 한국영화 데이터베이스